# Св. св. Константин и Елена (Миравци)
„Св. св. Константин и Елена“ (на македонска литературна норма: „Св. св. Константин и Елена“) е възрожденска православна църква в гевгелийското село Миравци, югоизточната част на Северна Македония. Главен храм е на Миравската енория на Повардарската епархия на Македонската православна църква – Охридска архиепископия.
Църквата е разположена в югозападната част на селото. Изградена е в 1860 година. В 1892 година изгаря, но още в 1893 година е възстановена. Градител е Андон Китанов. В 1989 година църквата повторно е опожарена и разрушена, като оцеляват само външните стени. Храмът е повторно обновен в 1990 година. Църквата е трикорабна с тавани и со полукръгла олтарна апсида отвън на източния зид. Покривната конструкция е двускатна, подпряна на шест четвъртити колони в два реда. На южната и западната страна е изграден нов отворен трем. След второто опожаряване вътрешните стени не са изписани, с изключение на олтарната апсида, която е частично покрита с нови фрески. Иконостасът е изработен в 1990 година. Във вътрешността няма стенописи, но отвън са изписани „Страшният съд“ и „Възнесение на Свети Илия“.